# Traktovi
Traktovi (del ruso: Трактовый) es un jútor del raión de Otrádnaya del krai de Krasnodar, en Rusia. Está situado en la orilla izquierda del río Urup, frente a Gusárovskoye, 24 km al noroeste de Otrádnaya y 196 km al sureste de Krasnodar, la capital del krai. Tenía 130 habitantes en 2010.
Pertenece al municipio Popútnenskoye.